# Thân vương quốc Rügen
Thân vương quốc Rügen (tiếng Đức: Fürstentum Rügen; tiếng Đan Mạch: Fyrstendømmet Rygien; tiếng Anh: Principality of Rügen) là một Thân vương quốc của Đan Mạch, trước đây là một Công quốc, bao gồm đảo Rügen và vùng đất liền kề, tồn tại từ năm 1168 đến năm 1325. Nó được cai trị bởi các thân vương của triệu đại Wizlawiden (Nhà Wizlaw). Trong một phần của thời kỳ này, Rügen là Nhà nước thuộc Đế chế La Mã Thần thánh.